# Листа
Листа́ (также Элиста, от калм. Элстә — песчаный) — посёлок (сельского типа) в Сарпинском районе Калмыкии, входит в состав Обильненского сельского муниципального образования.
Население - 19 (2010)

## Название
Название производно от гидронима Элиста (калм. Элстә), который можно перевести как песчаный (от калм. элсн — песок).

## История
Предположительно основан в начале XX века. Первоначально назывался хутор Элиста. Согласно данным всесоюзной переписи населения 1926 года хутор Элиста входил в состав Обиленского сельсовета Заветинского района Сальского округа Северо-Кавказского края, в хуторе проживало 38 человек, из них великороссов - 13, украинцев - 25. В ноябре 1938 года в составе Обиленского сельсовета хутор включён в состав Калмыцкой АССР.
Указом Президиума Верховного Совета РСФСР от 27 декабря 1943 года «О ликвидации Калмыцкой АССР и образовании Астраханской области в составе РСФСР» хутор Элиста в составе Сарпинского района Калмыцкой АССР передан Сталинградской области. После передачи Сталинградской области в официальных документах стало использоваться название Листа. Дата переименования не установлена. 
В 1957 году посёлок включён в состав вновь образованной Калмыцкой АО (с 1958 года - Калмыцкая АССР).

## Физико-географическая характеристика
Посёлок расположен в сухих степях на юге Сарпинского района в пределах восточной покатости Ергенинской возвышенности, относящейся к Восточно-Европейской равнине, на реке Элиста, на высоте около 75 метров над уровнем моря. Рельеф местности холмисто-равнинный. Почвенный покров комплексный: распространены светло-каштановые солонцеватые и солончаковые почвы и солонцы (автоморфные).
По автомобильным дорогам расстояние до столицы Калмыкии города Элиста - 160 км, до районного центра села Садовое - 55 км, до административного центра сельского поселения села Обильное - 16 км. 
Часовой пояс
Листа, как и вся Республика Калмыкия, находится в часовой зоне МСК (московское время). Смещение применяемого времени относительно UTC составляет +3:00.

## Население
Динамика численности населения
| 1926 |
| ---- |
| 38   |

| 2002 | 2010 |
| ---- | ---- |
| 9    | ↗19  |

Национальный состав
Согласно результатам переписи 2002 года большинство населения посёлка составляли калмыки (92 %)